# Liste der FFH-Gebiete in der Republik Zypern
Diese sortierbare Liste führt die 40 Fauna-Flora-Habitat-Gebiete in der Republik Zypern. Die Gebiete gehören zum europäischen Schutzgebietsnetz Natura 2000.

## Tabelle
| Gebietsname                             | Bild/Commons | WDPA-ID | EEA-ID    | Lage | Fläche ha  | Bemerkungen |
| --------------------------------------- | ------------ | ------- | --------- | ---- | ---------- | --- |
| Koilada Kargoti                         |              |         | CY2000012 | ⊙    | 106,99     | Umfasst das Tal des Flusses Karkotis, der am Nordabfall des Troodos-Gebirges nach Norden fließt. Mosaik aus Obstplantagen und natürlichen Lebensräumen, wie Auwäldern mit Vorkommen von zahlreichen endemischen Arten. |
| Cha-Potami                              |              |         | CY4000002 | ⊙    | 2.626,55   | |
| Chersonisos Akama                       |              |         | CY4000010 | ⊙    | 17.914,35  | |
| Periochi Drymou                         |              |         | CY4000014 | ⊙    | 7,92       | |
| Limni Oroklinis                         |              |         | CY6000011 | ⊙    | 53,47      | |
| Dasos Machaira                          |              |         | CY2000004 | ⊙    | 4.428,09   | |
| Fountoukodasi Pitsilias                 |              |         | CY2000009 | ⊙    | 127,27     | |
| Potamos Peristeronas                    |              |         | CY2000011 | ⊙    | 37,76      | |
| Dasos Pafou                             |              |         | CY2000016 | ⊙    | 45.219,06  | |
| Kavo Gkreko                             |              |         | CY3000005 | ⊙    | 1.875,44   | Umfasst das Kap Greco mit der vorgelagerten Meeresfläche und dem Matorral im Hinterland. Östlichstes FFH-Gebiet, Vorkommen zahlreicher endemischer Arten.                                                              |
| Thalassia Periochi Nisia                |              |         | CY3000006 | ⊙    | 191,01     | |
| Limni Paralimniou                       |              |         | CY3000008 | ⊙    | 272,56     | |
| Periochi Polis-Gialia                   |              |         | CY4000001 | ⊙    | 1.750,08   | |
| Perichi Skoulli                         |              |         | CY4000009 | ⊙    | 100,15     | |
| Oceanid                                 |              |         | CY4000024 | ⊙    | 832.622,66 | |
| Dasos Lemesou                           |              |         | CY5000001 | ⊙    | 4.832,39   | |
| Periochi Kokkinokremmos                 |              |         | CY5000002 | ⊙    | 100,18     | |
| Koilada Limnati                         |              |         | CY5000006 | ⊙    | 438,93     | |
| Periochi Asgatas                        |              |         | CY5000007 | ⊙    | 106,90     | |
| Alykos Potamos-Agios Sozomenos          |              |         | CY2000002 | ⊙    | 409,36     | |
| Periochi Mitserou-Agrokipias            |              |         | CY2000003 | ⊙    | 612,73     | |
| Ethniko Dasiko Parko Potamon Liopetriou |              |         | CY3000001 | ⊙    | 74,74      | |
| Episkopi Morou Nerou                    |              |         | CY4000005 | ⊙    | 419,30     | |
| Thalassia Periochi Moulia               |              |         | CY4000006 | ⊙    | 200,00     | |
| Xeros Potamos                           |              |         | CY4000007 | ⊙    | 4.110,82   | |
| Koili - Mavrokolympos                   |              |         | CY4000008 | ⊙    | 296,76     | |
| Faros Kato Pafou                        |              |         | CY4000013 | ⊙    | 87,70      | |
| Periochi Kritou Marottou                |              |         | CY4000015 | ⊙    | 4,93       | Kleines Seitental des Ezousa-Tals mit dem FFH-Lebensraumtyp „Wälder mit Quercus infectoria“. Kleinstes zypriotisches FFH-Gebiet.                                                                                       |
| Akrotirio Aspro - Petra Romiou          |              |         | CY5000005 | ⊙    | 2.489,52   | |
| Dasos Stavrovouniou                     |              |         | CY6000004 | ⊙    | 1.928,06   | |
| Periochi Lefkaron                       |              |         | CY6000005 | ⊙    | 132,00     | |
| Mammari-Deneia                          |              |         | CY2000001 | ⊙    | 108,25     | |
| Madari-Papoutsa                         |              |         | CY2000005 | ⊙    | 4.578,16   | |
| Koilada Potamou Maroullenas             |              |         | CY2000010 | ⊙    | 72,21      | |
| Koilada Diarizou                        |              |         | CY4000003 | ⊙    | 1.357,99   | |
| Vouni Panagias                          |              |         | CY4000004 | ⊙    | 946,91     | |
| Ethniko Dasiko Parko Troodous           |              |         | CY5000004 | ⊙    | 9.008,79   | Umfasst den Nationalpark Troodos mit seiner großen Artenvielfalt. |
| Alykes Larnakas                         |              |         | CY6000002 | ⊙    | 1.560,22   | Umfasst mit zwei Teilgebieten die Salzseen von Larnaka und die umgebenden Salzwiesen. |
| Periochi Lympion-Agias Annas            |              |         | CY6000003 | ⊙    | 516,67     | |
| Ethniko Dasiko Parko Rizoelias          |              |         | CY6000006 | ⊙    | 123,77     | |

- Karte mit allen Koordinaten:
- OSM |
- WikiMap